# Obsjtina Nikola-Kozlevo
Obsjtina Nikola-Kozlevo (bulgariska: Община Никола-Козлево) är en kommun i Bulgarien.   Den ligger i regionen Sjumen, i den nordöstra delen av landet, 300 km öster om huvudstaden Sofia. Antalet invånare är 6 599. Arean är 265 kvadratkilometer.
Terrängen i Obsjtina Nikola-Kozlevo är lite kuperad.
Obsjtina Nikola-Kozlevo delas in i:
- Vălnari
- Kriva reka
- Pet mogili
- Tsani Gintjevo
- Tsărkvitsa
- Karavelovo
- Ruzjitsa
- Chărsovo

Följande samhällen finns i Obsjtina Nikola-Kozlevo:
- Nikola-Kozlevo

Trakten runt Obsjtina Nikola-Kozlevo består till största delen av jordbruksmark. Runt Obsjtina Nikola-Kozlevo är det ganska glesbefolkat, med 29 invånare per kvadratkilometer.